# Groviglio di vipere
Groviglio di vipere (Le Nœud de vipères) è un romanzo di François Mauriac, pubblicato in Francia nel 1932. Nello stesso anno uscì anche in Italia.
Il libro è stato tradotto in 
polacco, olandese, danese, tedesco, giapponese, svedese, inglese, lituano, ungherese, turco, russo, ceco, catalano, spagnolo, rumeno, arabo, finlandese, ebraico, basco, norvegese, oltre che in italiano e altre lingue.

## Trama
La storia è narrata in prima persona da Louis, il protagonista. Egli ha 68 anni e, nel ripercorrere le vicende della sua vita, copre gli anni dal 1885 fino al 1930.
Louis è un uomo molto facoltoso. La sua fortuna è stata raggiunta grazie alle sue capacità di accumulare capitali, ma anche tramite un buon matrimonio. Giovane assai povero, intelligente, pieno di rancore verso la propria madre (che riteneva impresentabile), aveva sposato Isabelle, verso cui si era mostrato immediatamente geloso e ombroso.
Infatti Isabelle era stata innamorata di un giovane che non aveva potuto sposare perché tisico e, avendo Isabelle due fratelli morti della stessa malattia, i genitori avevano accettato Louis, pur di classe sociale più modesta, affinché non si perpetrassero ulteriori malattie da trasmettere ai discendenti. Su queste basi, Louis si era sempre sentito aspro e chiuso in se stesso.
Al momento del racconto, Louis è invecchiato e presenta una salute molto malferma. I familiari, pensando che non sono da lui amati e nemmeno graditi, vorrebbero ricorrere a un medico per far internare il malato e non rischiare di perdere l'eredità. Pertanto si sono riuniti nella casa di Louis e passano il tempo a tramare e parlarsi, esasperando l'uomo.
Dal canto suo, Louis ha più volte cercato di estromettere i suoi due figli, con relativi coniugi e figli, dall'eredità, ma la sorte non lo ha favorito, togliendogli le persone che gli erano state più a cuore. Assediato dentro e fuori, Louis ripercorre le tappe della sua vita amara.
Perché è sempre adirato con Isa? eppure odia i giovani nipoti, quando non le portano rispetto o la mettono da parte. Perché non ha capito le qualità dei suoi figlioli? Sin da bambini erano stati modelli di buona educazione e chiunque altro ne sarebbe stato fiero. Ed inoltre i suoi si erano abituati agli affetti bizzarri di Louis e non lo avevano mai contraddetto.
Ed ecco questi affetti emergere dal cuore aggrovigliato di Louis: per la figlioletta minore, morta a dieci anni, per il piccolo Luc, nipote di Isabelle, per un figlio illegittimo, Robert.
Marie, la figliolina, non avrebbe dovuto morire e lasciarlo: questo si tiene dentro Louis. Luc, allevato in casa, bambino vivacissimo, era stato falciato dalla guerra a soli 18 anni, dopo che lo zio aveva riposto tante speranze in lui. E se n'era andato ridendo, felice di esser vivo, ignaro del domani. Robert si era rivelato debole e corruttibile; a nulla era servito che il padre avesse tentato di elevarlo e di farne il suo erede.
In questo macerarsi, Louis si accorge troppo tardi che, più logorata di lui, Isa d'improvviso si ammala e muore. La scomparsa della compagna di vita, a prescindere dalla qualità di quella vita, colpisce Louis che piange e si dispera, con immenso stupore di tutti.
Perché Louis, se non aveva dispensato il bene tra i suoi, ne era in ogni modo stato ricambiato con chiusure e pregiudizi, come se un tipo del suo stampo non potesse comportarsi che ingiustamente. Solo la moglie, Isa, non aveva mai smesso di amarlo, di cercare di farlo accettare, e anche lei era stata fraintesa e compatita.
Ma la nuova svolta, il crollo di Louis, convince i familiari a lasciarlo solo e la nipote Janine, sul punto di separarsi dal marito Phili, (altra simpatia di Louis, nonostante sia un dissipato) rimane con il nonno, a sua volta per riflettere ed assisterlo.
Così il dialogo interiore che Louis aveva intrapreso, può continuare nella quasi solitudine e diventare dialogo con il proprio Creatore. E il grido dell'uomo che si sente peccatore, che ha tenuto in sé un groviglio di vipere, sale e sale, fino a consumare Louis. A Janine toccherà il suo diario e la difesa di un'anima che, trovata la pace, forse ha trovato anche la luce.

## Opere derivate
Dal romanzo è stato tratto nel 1980 l'omonimo film televisivo di Jacques Trébouta, interpretato da Pierre Dux, Suzanne Flon, Sabine Haudepin e prodotto dalla Société Française de Production.

## Edizioni
- Groviglio di vipere, trad. di Mara Dussia, Milano, Mondadori, 1932 (poi nel 1952).
- Groviglio di vipere, trad. di Mara Dussia, Milano, Euroclub, 1982.
- Groviglio di vipere, trad. di Mara Dussia, Milano, Club del Libro, 1985.